# Pterocarpus rohrii
Pterocarpus rohrii är en ärtväxtart som beskrevs av Vahl. Pterocarpus rohrii ingår i släktet Pterocarpus och familjen ärtväxter. Inga underarter finns listade i Catalogue of Life.